# كورت ليونز
كورت ليونز (بالإنجليزية: Curt Lyons)‏ هو لاعب كرة قاعدة أمريكي، ولد في 17 أكتوبر 1974 في غرينكاسل في الولايات المتحدة.